# فیلیپه باربیه
فیلیپه باربیه (انگلیسی: Philippe Barbier؛ ۱۸۴۸ – ۱۹۲۲) یک شیمی‌دان اهل فرانسه بود.
وی همچنین برنده جوایزی همچون لژیون دونور شده است.